# Kyle Chandler
Kyle Martin Chandler (Buffalo, 17 de setembro de 1965) é um ator norte-americano, mais conhecido pelo seu trabalho na série Friday Night Lights, na qual foi protagonista.

## Biografia
Nascido em Buffalo, no estado de Nova Iorque, é filho de Sally, uma adestradora de cães e de Edward Chandler, um dono de farmácia e representante de vendas farmacêuticas. Ele cresceu em Loganville (Geórgia) e próximo a Chicago, Illinois. Se formou pela Universidade da Geórgia, em Athens.

## Carreira
Chandler iniciou a carreira de ator ainda bem jovem. Fez participações em algumas séries, com destaque para os oito episódios na série Tour of Duty e sua atuação em Homefront. Anos depois, foi convidado a ser o protagonista Gary Hobson na série Early Edition, na qual interpretaria um típico cidadão de Chicago que recebe as edições do dia seguinte do jornal local em sua casa, podendo evitar acontecimentos. Após o cancelamento da série, fez participações em alguns seriados, ganhando destaque novamente na re-gravação do filme King Kong. Em 2007 participou do filme The Kingdom ao lado de Jamie Foxx, e atualmente faz parte do elenco da série Friday Night Lights, sobre um time de futebol americano do colegial.

## Filmografia

### Filmes
- Godzilla vs. Kong (2021) ... Mark Russell
- The Midnight Sky (2020) ... Mitchell
- Godzilla: Rei dos Monstros (2019) ... Mark Russell
- Manchester à Beira-Mar (2016) ... Joe Chandler
- Carol (2015) .... Harge Aird
- O Lobo de Wall Street (2013)
- Zero Dark Thirty (2012)
- Super 8 (2011) .... Delegado Jackson Lamb
- The Kingdom (2007) .... Francis Manner
- King Kong (2005) .... Bruce Baxter
- Lies and the Wives We Tell Them To (2005) (TV) .... Cooper
- Capital City (2004) (TV) .... Mac McGinty
- And Starring Pancho Villa as Himself (2003) (TV) .... Raoul Walsh
- Angel's Dance (1999) .... Tony Greco
- Mulholland Falls (1996) .... Captain
- Convict Cowboy (1995) (TV) .... Clay Treyton
- Sleep, Baby, Sleep (1995) (TV) .... Peter Walker
- The Color of Evening (1994) .... John
- Pure Country (1992) .... Buddy Jackson
- Home Fires Burning (1989) (TV) .... Billy Benefield
- Unconquered (1989) (TV) .... primeiro garoto
- Quiet Victory: The Charlie Wedemeyer Story (1988) (TV) .... Skinner

### Séries de TV
- Lanterns (TBA) .... Lanterna Verde/Hal Jordan
- Bloodline: (2015-2017) ... John Rayburn (todos os episódios)
- Friday Night Lights (2006-2007) .... Eric Taylor (31 episódios)
- Grey's Anatomy (2006-2007) .... Dylan Young (4 episódios)
- The Lyon's Den (2005) .... Grant Rashton (5 episodes
- One Life to Live (1990-2003) .... Joey (2 episodes
- What About Joan (2001) .... Jake Evans
- Early Edition (1996-2000) .... Gary Hobson (91 episódios)
- Heaven & Hell: North & South, Book III (1994) (mini-série) .... Charles Main
- Homefront (1991-1993) .... Jeff Metcalf (41 episódios)
- Tour of Duty (1990) .... William Griner (8 episódios)
- Freddy's Nightmares (1989) .... Chuck
- China Beach (1989) .... Grunt

## Premiações e indicações
- 1997 - Venceu o prêmio: "Melhor Ator" (The Saturn Awards) pela série Early Edition.
- 2006 - Nomeado ao prêmio: "Melhor ator convidado" (Emmy Awards) pela participação na série Grey's Anatomy.
- 2007 - Nomeado ao prêmio: "Atuação Individual em Drama" (Television Critics Association Award) pela série Friday Night Lights.
- 2011 - Vencedor do Emmy Award de melhor ator em uma série de drama em Friday Night Lights.